# نيوبورت (فيرمونت)
نيوبورت (بالإنجليزية: Newport (city), Vermont)‏ هي مدينة تقع في الولايات المتحدة في Orleans County. يقدر عدد سكانها بـ 5,005 نسمة ومساحتها 19.7 كم2 وترتفع عن سطح البحر 208 متر.

## التركيبة السكانية
حدّد مكتب تعداد الولايات المتحدة بيانات التركيبة السكانية لنيوبورت في تعداد الولايات المتحدة. في ما يلي، التركيبة السكانية حسب تعدادي 2000 و2010.

### تعداد عام 2000
بلغ عدد سكان نيوبورت 5,005 نسمة بحسب تعداد عام 2000، وبلغ عدد الأسر 2,086 أسرة وعدد العائلات 1,192 عائلة مقيمة في المدينة. في حين سجلت الكثافة السكانية 253.3 نسمة لكل كيلومتر مربع (656.0/ميل2). وبلغ عدد الوحدات السكنية 2,342 وحدة بمتوسط كثافة قدره 118.5 لكل كيلومتر مربع (306.9/ميل2).
وتوزع التركيب العرقي للمدينة بنسبة 96.14% من البيض و0.76% من الأمريكيين الأفارقة و0.62% من الأمريكيين الأصليين و0.62% من الأمريكيين ذوي الأصول الآسيوية و0.22% من الأعراق الأخرى و1.64% من عرقين مختلطين أو أكثر و1.28% من الهسبانيون أو اللاتينيون من أي عرق.
بلغ عدد الأسر 2,086 أسرة كانت نسبة 29% منها لديها أطفال تحت سن الثامنة عشر تعيش معهم، وبلغت نسبة الأزواج القاطنين مع بعضهم البعض 41% من أصل المجموع الكلي للأسر، ونسبة 12.6% من الأسر كان لديها معيلات من الإناث دون وجود شريك، بينما كانت نسبة 3.6% من الأسر لديها معيلون من الذكور دون وجود شريكة وكانت نسبة 42.9% من غير العائلات. تألفت نسبة 35.5% من أصل جميع الأسر من عدة أفراد يعيشون في نفس المنزل ونسبة 16% كانت تتألف من شخص يعيش بمفرده يبلغ من العمر 65 عاماً أو أكثر. وبلغ متوسط حجم الأسرة المعيشية 2.20، أما متوسط حجم العائلات فبلغ 2.84.
بلغ العمر الوسطي للسكان 39.9 عاماً. وكانت نسبة 22.1% من القاطنين تحت سن الثامنة عشر، وكانت نسبة 6.9% بين الثامنة عشر والرابعة والعشرين عاماً، ونسبة 23.7% كانت واقعةً في الفئة العمرية ما بين الخامسة والعشرين والرابعة والأربعين عاماً، ونسبة 22.2% كانت ما بين الخامسة والأربعين والرابعة والستين، ونسبة 16.9% كانت ضمن فئة الخامسة والستين عاماً فما فوق. يوجد لكل 100 أنثى 87.9 ذكر، ويوجد لكل 100 أنثى في الثامنة عشر من عمرها فما فوق 81.5 ذكر.
بلغ متوسط دخل الأسرة في المدينة 25,544 دولارًا، أما متوسط دخل العائلة فبلغ 34,922 دولارًا. وكان متوسط دخل الذكور 33,810 دولارًا مقابل 19,787 دولارًا للإناث. وسجل دخل الفرد الخاص بالمدينة 20,054 دولارًا. وكانت نسبة 13% من العائلات ونسبة 18.2% من السكان تحت خط الفقر، وكان من هؤلاء نسبة 26.5% تحت سن الثامنة عشر ونسبة 5.4% في الخامسة والستين من العمر وما فوق.

### تعداد عام 2010
بلغ عدد سكان نيوبورت 4,589 نسمة بحسب تعداد عام 2010، وبلغ عدد الأسر 1,855 أسرة وعدد العائلات 1,033 عائلة مقيمة في المدينة. في حين سجلت الكثافة السكانية 232.2 نسمة لكل كيلومتر مربع (601.4/ميل2). وبلغ عدد الوحدات السكنية 2,222 وحدة بمتوسط كثافة قدره 112.4 لكل كيلومتر مربع (291.1/ميل2).
وتوزع التركيب العرقي للمدينة بنسبة 94.66% من البيض و1.46% من الأمريكيين الأفارقة و0.89% من الأمريكيين الأصليين و0.57% من الأمريكيين ذوي الأصول الآسيوية و0.11% من سكان جزر المحيط الهادئ و0.37% من الأعراق الأخرى و1.94% من عرقين مختلطين أو أكثر و1.81% من الهسبانيون أو اللاتينيون من أي عرق.
بلغ عدد الأسر 1,855 أسرة كانت نسبة 27.3% منها لديها أطفال تحت سن الثامنة عشر تعيش معهم، وبلغت نسبة الأزواج القاطنين مع بعضهم البعض 37% من أصل المجموع الكلي للأسر، ونسبة 13.7% من الأسر كان لديها معيلات من الإناث دون وجود شريك، بينما كانت نسبة 5% من الأسر لديها معيلون من الذكور دون وجود شريكة وكانت نسبة 44.3% من غير العائلات. تألفت نسبة 36.8% من أصل جميع الأسر من عدة أفراد يعيشون في نفس المنزل ونسبة 15.4% كانت تتألف من شخص يعيش بمفرده يبلغ من العمر 65 عاماً أو أكثر. وبلغ متوسط حجم الأسرة المعيشية 2.18، أما متوسط حجم العائلات فبلغ 2.80.
بلغ العمر الوسطي للسكان 40.3 عاماً. وكانت نسبة 19.8% من القاطنين تحت سن الثامنة عشر، وكانت نسبة 10.2% بين الثامنة عشر والرابعة والعشرين عاماً، ونسبة 25.5% كانت واقعةً في الفئة العمرية ما بين الخامسة والعشرين والرابعة والأربعين عاماً، ونسبة 26.8% كانت ما بين الخامسة والأربعين والرابعة والستين، ونسبة 17.8% كانت ضمن فئة الخامسة والستين عاماً فما فوق. وتوزع التركيب الجنسي للسكان بنسبة 51% ذكور و49% إناث.

## المناخ
يظهر الجدول التالي التغييرات المناخية على مدار السنة لنيوبورت:
| البيانات المناخية لـنيوبورت                    | البيانات المناخية لـنيوبورت | البيانات المناخية لـنيوبورت | البيانات المناخية لـنيوبورت | البيانات المناخية لـنيوبورت | البيانات المناخية لـنيوبورت | البيانات المناخية لـنيوبورت | البيانات المناخية لـنيوبورت | البيانات المناخية لـنيوبورت | البيانات المناخية لـنيوبورت | البيانات المناخية لـنيوبورت | البيانات المناخية لـنيوبورت | البيانات المناخية لـنيوبورت | البيانات المناخية لـنيوبورت |
| الشهر                                          | يناير                       | فبراير                      | مارس                        | أبريل                       | مايو                        | يونيو                       | يوليو                       | أغسطس                       | سبتمبر                      | أكتوبر                      | نوفمبر                      | ديسمبر                      | المعدل السنوي               |
| ---------------------------------------------- | --------------------------- | --------------------------- | --------------------------- | --------------------------- | --------------------------- | --------------------------- | --------------------------- | --------------------------- | --------------------------- | --------------------------- | --------------------------- | --------------------------- | --------------------------- |
| الدرجة القصوى °ف (°م)                          | 64 (18)                     | 62 (17)                     | 83 (28)                     | 87 (31)                     | 92 (33)                     | 95 (35)                     | 98 (37)                     | 95 (35)                     | 96 (36)                     | 84 (29)                     | 74 (23)                     | 66 (19)                     | 98 (37)                     |
| متوسط درجة الحرارة الكبرى °ف (°م)              | 26.3 (−3.2)                 | 31.0 (−0.6)                 | 41.0 (5.0)                  | 54.2 (12.3)                 | 69.0 (20.6)                 | 76.8 (24.9)                 | 80.9 (27.2)                 | 78.8 (26.0)                 | 69.5 (20.8)                 | 57.0 (13.9)                 | 43.1 (6.2)                  | 31.0 (−0.6)                 | 54.9 (12.7)                 |
| متوسط درجة الحرارة الصغرى °ف (°م)              | 5.5 (−14.7)                 | 7.8 (−13.4)                 | 18.7 (−7.4)                 | 31.3 (−0.4)                 | 43.2 (6.2)                  | 52.4 (11.3)                 | 56.8 (13.8)                 | 54.8 (12.7)                 | 46.8 (8.2)                  | 37.0 (2.8)                  | 27.3 (−2.6)                 | 13.0 (−10.6)                | 32.9 (0.5)                  |
| أدنى درجة حرارة °ف (°م)                        | −38 (−39)                   | −38 (−39)                   | −32 (−36)                   | −2 (−19)                    | 20 (−7)                     | 28 (−2)                     | 36 (2)                      | 32 (0)                      | 20 (−7)                     | 0 (−18)                     | −7 (−22)                    | −40 (−40)                   | −40 (−40)                   |
| الهطول إنش (مم)                                | 2.96 (75)                   | 2.16 (55)                   | 2.96 (75)                   | 2.93 (74)                   | 3.67 (93)                   | 3.93 (100)                  | 4.19 (106)                  | 4.18 (106)                  | 3.76 (96)                   | 3.45 (88)                   | 3.47 (88)                   | 3.12 (79)                   | 40.78 (1٬035)               |
| متوسط تساقط الثلوج إنش (سم)                    | 24.7 (63)                   | 17.2 (44)                   | 18.8 (48)                   | 6.9 (18)                    | 0.1 (0.25)                  | 0 (0)                       | 0 (0)                       | 0 (0)                       | trace                       | 1.1 (2.8)                   | 11.0 (28)                   | 23.1 (59)                   | 102.9 (261)                 |
| المصدر: الإدارة الوطنية للمحيطات والغلاف الجوي |                             |                             |                             |                             |                             |                             |                             |                             |                             |                             |                             |                             |                             |